# Мата-да-Раинья
Мата-да-Раинья (порт. Mata da Rainha) — район (фрегезия) в Португалии, входит в округ Каштелу-Бранку. Является составной частью муниципалитета Фундан. По старому административному делению входил в провинцию Бейра-Байша. Входит в экономико-статистический субрегион Кова-да-Бейра, который входит в Центральный регион. Население составляет 214 человека на 2001 год. Занимает площадь 20,36 км².
Покровителем района считается Дева Мария (порт. N. Sra Açor).